# Uvarus spretus
Uvarus spretus är en skalbaggsart som först beskrevs av Sharp 1882.  Uvarus spretus ingår i släktet Uvarus och familjen dykare. Inga underarter finns listade i Catalogue of Life.